# Estrella de Luyten
L'Estella de Luyten (GJ 273 / LHS 33 / HIP 36208) és un estel de magnitud aparent +9,85, de qui el gran moviment propi va ser probablement descobert per l'astrònom Willem Jacob Luyten, a qui deu el seu nom. Coneguda sobretot per la seva proximitat al sistema solar —del que dista 12,37 anys llum—, es localitza en la constel·lació del Ca Menor, estant situada al sud-oest de Gomeisa (β Canis Minoris) i a l'oest de Proció (α Canis Minoris). Els sistemes estel·lars més propers a l'Estella de Luyten són la citada Proció, situada a poc més 1,2 anys llum, i Ross 614, a 3,9 anys llum.
L'Estrella de Luyten és una nana vermella de tipus espectral M3.5 V amb una lluminositat equivalent al 0,145 % de la lluminositat solar. Similar a molts altres estels de l'entorn del sistema solar, tals com Ross 154, Ross 128 o YZ Ceti, és menys massiva que el Sol, amb una massa estimada de 0,26 masses solars. Sembla ser un estel de lenta rotació —de fet, pogués ser que no rotara en absolut—; en qualsevol cas el límit superior de la seva velocitat de rotació és de sol 1 km/s. El seu contingut de metalls (metal·licitat) és clarament inferior al solar ([Fe/H] = -0,16).
Hi ha certa evidència que l'Estrella de Luyten pot tenir un company subestelar amb una massa compresa entre 0,4 i 1,1 vegades la del planeta Júpiter, però fins al moment això no ha estat confirmat.
L'estrella compta amb dos planetes GJ 273b i GJ 273c.
Luyten b (més conegut com a GJ 273b) és un exoplaneta confirmat, probablement rocós, que orbita dins de la zona habitable de la nana vermella estrella de Luyten.